# فوتبال زنان در آلمان
فوتبال زنان در آلمان یکی از رشته‌های ورزشی پرطرفدار و محبوب در کشور آلمان می‌باشد. تیم ملی فوتبال زنان آلمان یکی از موفق‌ترین تیم‌های ملی فوتبال زنان در اروپا و جهان است.

## تاریخچه
زنان در آلمان از اوایل قرن هجدهم فوتبال بازی می‌کردند، اما زنانی که ورزش می‌کردند مورد بی‌اعتنایی عموم مردم و شهروندان قرار می‌گرفتند. «دختران ورزشکار» تا اوایل دهه ۱۹۲۰ شروع به تشکیل باشگاه‌های ورزشی کردند. در سال ۱۹۵۵، فدراسیون فوتبال آلمان اعلام کرد که به زنان اجازه ورود به این رشته ورزشی را نمی‌دهد و معتقد است که زنان ضعیف هستند و نمی‌توانند بدون آسیب رساندن به خود در این ورزش فعالیت کنند. در طول دهه ۱۹۶۰ بحث‌هایی در مورد راه اندازی یک اتحادیه فوتبال برای زنان وجود داشت، اما هرگز به نتیجه نرسید.
فدراسیون فوتبال آلمان سرانجام در ۳۰ اکتبر ۱۹۷۰ به‌طور رسمی بازیکنان زن و فوتبال زنان را به رسمیت شناخت.

## تیم‌های ملی
تیم ملی فوتبال زنان آلمان، که زیر نظر فدراسیون فوتبال آلمان (DFB) بازی می‌کند، تنها تیمی است که تاکنون توانسته است قهرمانی‌اش در جام جهانی زنان فیفا را با موفقیت دفاع کند؛ این تیم در سال ۲۰۰۳ با هدایت مربی‌اش، تینا تونه‌مایر و در سال ۲۰۰۷ با هدایت سیلویا نید به قهرمانی رسید. همچنین، این تیم هشت بار در رقابت‌های قهرمانی زنان اروپا (UEFA) در سال‌های ۱۹۸۹، ۱۹۹۱، ۱۹۹۵، ۱۹۹۷، ۲۰۰۱، ۲۰۰۵، ۲۰۰۹ و ۲۰۱۳ به قهرمانی دست یافته است.